# Kikwit
Kikwit is een stad in het zuidwesten van de Democratische Republiek Congo, gelegen naast de rivier Kwilu. Het is de hoofdplaats van de provincie Kwilu. In 2012 woonden er 397.737 mensen in deze stad.
Het is een commercieel en administratief centrum en heeft een stadion en een vliegveld. De Kwilu is vanaf Kikwit stroomafwaarts bevaarbaar tot Bandundu.
Kikwit is de zetel van een rooms-katholiek bisdom. De stad is ook bekend vanwege haar traditionele dansen.
In 1995 brak het Ebolavirus hier uit.
De VN heeft hier een bemande post. 

## Geboren
- Luc Jouret (1947-1994), Belgisch medicus, sekteleider

Sankuru · Bas-Uele · Kongo Central · Kwango · Kwilu · Mai-Ndombe · Kinshasa · Kasaï · Lulua · Kasaï oriental · Lomami · Maniema · Zuid-Kivu · Noord-Kivu · Ituri · Haut-Uele · Tshopo · Noord-Ubangi · Mongala · Zuid-Ubangi · Evenaarsprovincie · Tshuapa · Tanganyika · Haut-Lomami · Lualaba · Haut-Katanga